# جزيرة أنفيرس

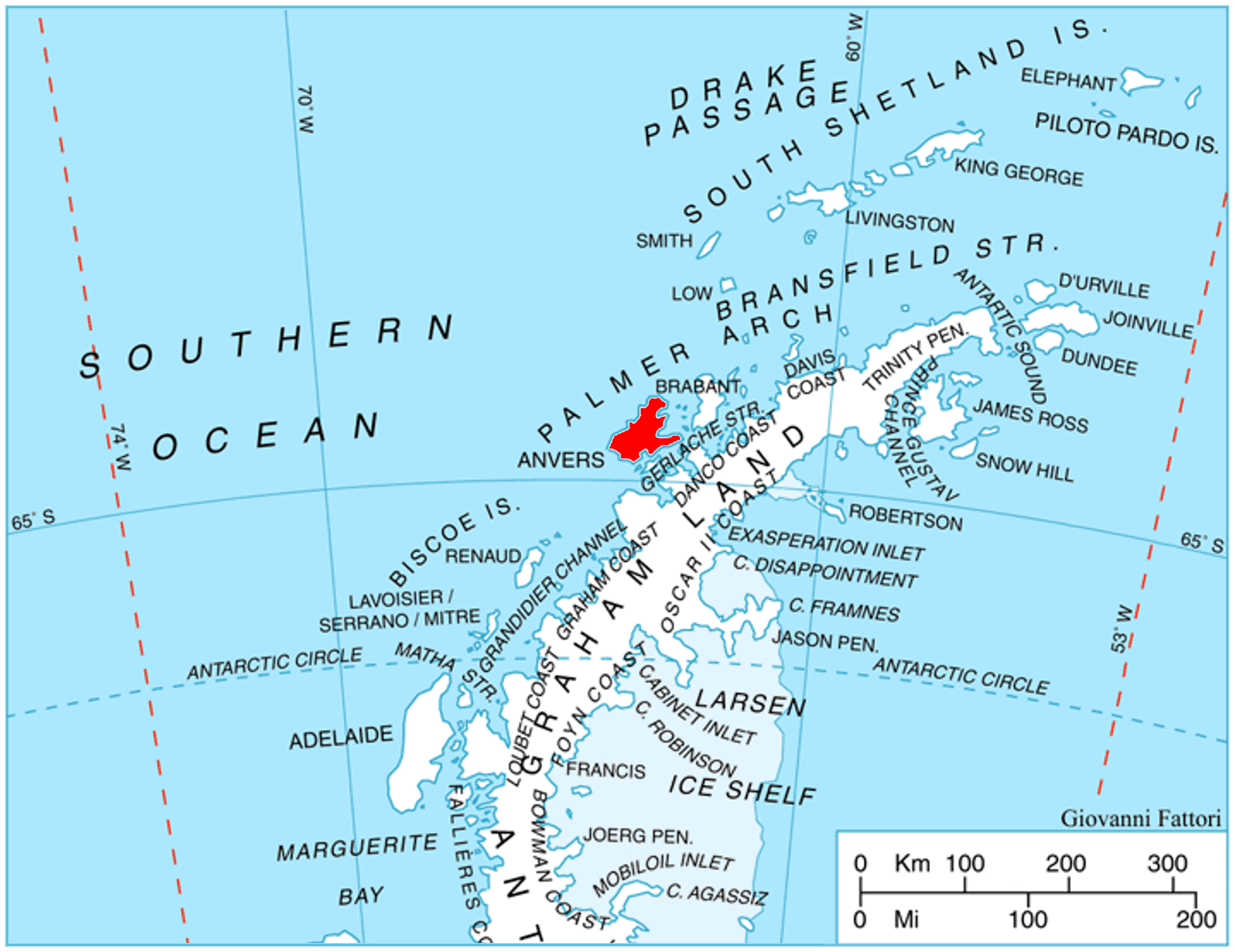
خريطة موقع لجزيرة أنفرز في أرخبيل بالمر في أنتاركتيكا.

جزيرة أنفيرس (بالإنجليزية: Anvers أو Antwerp أو Antwerpen أو Isber Amberes)‏ هي جزيرة شبه جبلية يبلغ طولها حوالي 61 كيلومتر (38 ميل) ، وهي الجزيرة الأكبر في أرخبيل بالمر في قارة أنتاركتيكا . اكتشفها الإنجليزي جون بسكو في عام 1832 وتمت تسميتها في عام 1898 من قبل البعثة البلجيكية في أنتاركتيكا بقيادة أدريان دي جيرلاش على اسم مقاطعة أنتويرب في بلجيكا . تقع الجزيرة جنوب غرب جزيرة برابانت في الطرف الجنوبي الغربي لمجموعة الجزر المكونة للأرخبيل. يشكل الساحل الجنوبي الغربي للجزيرة جزءًا من جنوب غرب جزيرة أنفيرس ومنطقة بالمر لحوض أنتاركتيكا .

## محطة بالمر
تقع محطة بالمر على جزيرة أنفيرس (إحداثيات 64.77 ° S 64.05 ° W) وهي المحطة الأمريكية الوحيدة في أنتاركتيكا شمال الدائرة القطبية الجنوبية. انتهى بناء المحطة في عام 1968. يمكن لحوالي 50 شخص أن يسكنوا محطة بالمر في وقت واحد. سميت المحطة باسم ناثانييل ب. بالمر الذي يرجح أنه من الأشخاص الثلاثة الأوائل الذين شاهدوا أنتاركتيكا. يوجد في المحطة مختبرات للعلوم ورصيف للسفن.